# Zoo di Chiang Mai
Lo zoo di Chiang Mai è un giardino zoologico situato a Chiang Mai, in Thailandia, che ospita più di 7000 animali tra cui, fino a poco tempo fa, una coppia di panda offerta per dieci anni (2004-2014) dalla diplomazia cinese. Lo zoo venne fondato nel 1952 da un missionario statunitense e ricopre 85 ettari.